# (5895) Žbirka
(5895) Žbirka (nom international (5895) Zbirka) est un astéroïde de la ceinture principale.

## Description
(5895) Žbirka est un astéroïde de la ceinture principale. Il fut découvert le 16 octobre 1982 à l'observatoire Kleť par Zdeňka Vávrová. Il présente une orbite caractérisée par un demi-grand axe de 2,29 UA, une excentricité de 0,13 et une inclinaison de 5,4° par rapport à l'écliptique.

## Compléments